# Special (sèrie de televisió)
Special és una sèrie nord-americana de televisió de comèdia dramàtica creada per Ryan O'Connell, produïda per Jim Parsons a través de Thats Wonderful Productions i dirigida per Ryan O'Connell (Creador) i Anna Dokoza. La sèrie està inspirada en l'autobiografia del creador (I'm Special: And Other Lies We Tell Ourselves, 2015) i protagonitzada per Ryan O'Connell, Jessica Hecht, Marla Mindelle, Punam Patel, Max Jenkins, Patrick Fabian i Augustus Prew.
La sèrie consta de dues temporades que es van estrenar a Netflix. La primera, el 2019, i va ser renovada per una segona temporada que es va estrenar el 2021. Els capítols de la primera temporada tenen una durada de 15 minuts, però, en la segona, l'autor va demanar fer-los de 30 per aprofundir més en els personatges secundaris. Special va finalitzar el 20 de maig de 2021 amb la segona temporada i un total de 16 capítols emesos.

## Argument
Ryan Hayes és un noi gai amb paràlisi cerebral que viu amb la seva mare sobreprotectora (Karen). Un dia, mentre en Ryan travessa el carrer, l'atropella un cotxe i es lesiona un braç. Això fa que la mare encara es preocupi més per ell. Més tard, en Ryan aconsegueix la seva primera feina en una empresa redactora d'articles en línia i decideix anar-se'n a viure sol. A partir d'aquest moment, comença a conèixer nois, a tenir les primeres cites i a viure noves experiències.
A la feina, conta als seus companys que va ser atropellat per un cotxe i tots interpreten que els problemes de mobilitat que té són a causa de l'accident. En Ryan decideix no explicar la veritat per por que no entenguin la seva discapacitat.
El protagonista es fa molt amic d'una companya de feina (la Kim) que també té inseguretats i complexos sobre el seu cos. La Kim és una compradora compulsiva de roba de marca amb la intenció que la gent es fixi en la roba en comptes del seu cos. Això li portarà problemes, però entre tots dos s'ajuden mútuament a superar les pors i inseguretats.

## Repartiment

### Personatges principals
- Ryan O'Connell com a Ryan Hayes
- Jessica Hecht com a Karen Hayes
- Max Jenkins com a Tanner
- Marla Mindelle com a Olivia
- Punam Patel com a Kim Laghari
- Patrick Fabian com a Phil
- Augustus Prew com a Carey[10]

### Personatges secundaris
- Buck Andrews com a Henry
- Gina Hughes com a Samantha
- Utkarsh Ambudkar com a Ravi
- Lauren Weedman com a Tonya
- Ana Ortiz com a Susan
- Mj Vandivier com a Laurie
- Charlie Barnett com a Harrison
- Lucy Jane Dinersteind com a nena malcriada
- Brandon Wardell com a Amigo
- Jeremy Glazer com a Marc
- Seth Bogart com a Cambrer
- Catherine Cohen com a Stella
- Anjali Bhimani com a Bina
- Ajay Mehta com a Vijay
- Karan Soni com a Dev
- Danielle Perez com a Kit
- Nicole Lynn Evans com a Natalie
- Brandon Tucker com a Chris
- Leslie Jordan com a Charles
- Shalita Grant com a Rae
- Jerry Minor com a director del funeral
- Brian Jordan Alvarez com a Shay
- Jason Michael Snow com a Kaeton
- Garrett Graham com a Louis
- Christopher Lee Herod com a treballador de l'oficina
- Devin Bonnée com a Trevor
- Justin Kirk com a Jordan
- Carlease Burke com a Patti
- Kat Rogers com a Caitie
- Andrew Daly com a Michael
- Giovanni Desoto com a barista
- Bina Chauhan com a Saleslady
- Bon Ogle com a Jerry
- Zachary Peña com a Ryan de petit
- Samanyha Lee com a Bonnie
- Shanaya Kapai com a Tffany
- Christopher Chen com a pediatre
- Janet Song com a Sacha
- Catherine Cohen com a Stella
- Kristy Munden com a Laurie jove
- Sean Koetting com a Trey
- Piter Marek com a Richard
- Patrick Woodall com a Tom
- Heather Wynters com a Tieta Dawinelle
- Sai Lang com a Snisha
- Van Epperson com a Veí de la casa de vacances[10]

## Premis
| Any  | Premi                                                             | Categoria                                                       | Nominació                     | Resultat  |
| 2019 | Premis Primetime Emmy                                             | Actor destacat en una sèrie de comèdia o drama de format breu   | Ryan O'Connell com Ryan Hayes | Nominat   |
| 2019 | Premis Primetime Emmy                                             | Actriu destacada en una sèrie de comèdia o drama de format breu | Jessica Hecht, com la mare    | Nominat   |
| 2019 | Premis Primetime Emmy                                             | Actriu destacada en una sèrie de comèdia o drama de format breu | Punam Patel, com Kim Laghari  | Nominat   |
| 2019 | Premis Primetime Emmy                                             | Millor sèrie de comèdia o drama de format breu                  | Special                       | Nominat   |
| 2019 | Segell de representació autèntica de la Ruderman Family Fundation | Representació autèntica                                         | Special                       | Guanyador |
| 2020 | Premis GLAAD Media                                                | Reconeixement especial                                          | Special                       | Guanyador |
| 2020 | The Queerties                                                     | Sèrie de televisió                                              | Special                       | Nominat   |
| 2020 | Writers Guild of America                                          | Format breu de nous mitjans - original                          | Ryan O'Connell                | Guanyador |
| 2022 | Premis GLAAD Media                                                | Millor sèrie de comèdia                                         | Special                       | Nominat   |

## Producció

### Primera temporada
L'any 2015 Ryan O'conell va publicar el seu primer llibre titulat I'm Special and Other Lies We Tell Ourselves. Jim Parsons, que dirigeix la productora "That's Wonderful Productions", va adquirir els drets de l'obra i aquell mateix any, Jim i Ryan van desenvolupar el projecte de la sèrie. Durant quatre anys van intentar vendre'l a moltes productores, però van ser intents fallits.
Quan ho van intentar a la plataforma digital de contingut breu Stage 13 de Warner Brothers, els van encarregar que escriguessin 8 capítols de 15 minuts. Jim i Ryan ho van acceptar i, després d'un llarg procés, quan en Ryan va acabar els guions, els van enviar a Netflix. L'empresa d'entreteniment va quedar encantada amb el projecte i va decidir comprar-lo. Així, doncs, després de quatre anys d'intents, la sèrie es va estrenar l'abril del 2019.
Special va ser el primer projecte de Jim Parsons amb That's Wonderful Productions, així que tots dos van escollir com ho durien a terme des del principi. El productor, sempre va entendre què era el que Ryan volia transmetre i es van posar a buscar un protagonista gai amb paràlisi cerebral. Després de molt de temps de recerca, no el van trobar, així que el creador va decidir que ho faria ell.

### Segona temporada
Després de l'èxit de la primera temporada, Netflix va renovar per una segona part a finals del 2019. La gravació dels capítols es va aturar a causa de la pandèmia quan n'havien gravat quatre, però finalment es va poder estrenar el maig del 2021.
En aquesta ocasió, Warner Horizon Scripted Television es van unir com a productors a Warner Bros Digital Networks' Stage 13 i That's Wonderful Productions.

## Episodis
| Temporades | Episodis | Data d'emissió     |
| 1          | 8        | 12 d'abril de 2019 |
| 2          | 8        | 20 de maig de 2021 |